# Joanne World Tour
Tournées par Lady Gaga
Cheek to Cheek Tour
(2014-2015) Enigma
(2018-2020)
Le Joanne World Tour est la cinquième tournée internationale solo de la chanteuse américaine Lady Gaga. La tournée,  promouvant l'album Joanne paru en octobre 2016, débute le 1er août 2017 à Vancouver au Canada et se termine prématurément le 1er février 2018 à Birmingham au Royaume-Uni, comme pour le Born This Way Ball en cause de douleurs chroniques. La chanteuse fait l’annonce de la tournée le lendemain de sa performance au Super Bowl 2017. Le Joanne World Tour a été nommée la tournée féminine la plus affluente et lucrative de 2017 avec ses $85.7M en seulement 41 dates nord-américaines, dépassant même le cumulatif total de sa dernière tournée mondiale le ArtRave: The Artpop Ball. Si la tournée avait été complètement terminée ou aurait même traversée les autres continents, le revenu se serait écoulé à largement plus de $120M.
Le 3 février 2018, Lady Gaga, sous avis de son équipe médicale, annonce l'annulation des 10 dernières dates européennes de sa tournée pour la même raison qui l´avait poussée à reporter sa tournée en 2018.

## Développement
Quelques semaines avant la sortie de l'album Joanne, Gaga débute une courte tournée promotionnelle intitulée le Dive Bar Tour dont les trois uniques dates sont des villes américaines. Le 24 octobre 2016, la chanteuse confirme durant une interview qu'une tournée internationale est prévue pour continuer de promouvoir son cinquième opus. 
L'annonce officielle de la tournée a été faite le lendemain de la performance de Gaga lors de la mi-temps du Super Bowl LI. Il est alors annoncé que le Joanne World Tour débutera le premier août 2017 à Vancouver au Canada, passera par l'Europe, avec notamment deux dates à l'AccorHotels Arena de Paris les 6 et 7 octobre 2017, puis se terminera au mois de décembre aux États-Unis. La date du 6 octobre à Paris devait originellement être l'unique date française de la tournée, mais une deuxième date, le 7 octobre, fut rapidement ajoutée à la tournée après que les tickets pour la première date se soient tous vendus en seulement quelques minutes.
La participation de Gaga au festival Rock in Rio avec le Joanne World Tour fut annulée après qu'elle a été hospitalisée. Le 18 septembre 2017, la chanteuse annonça que l'étape européenne de la tournée sera reportée à 2018, du fait de ses problèmes de santé.

## Scène
La scène de la tournée a été créée par l'entreprise TAIT. D'une largeur de 25 mètres, la scène principale comporte trois plateformes automatisées utilisées pour les accessoires scéniques et les équipements de mise en scène, en plus de cinq plateformes en forme de vague entourées d’écrans LED. Les plateformes s’agencent de différentes manières complexes durant le spectacle. 

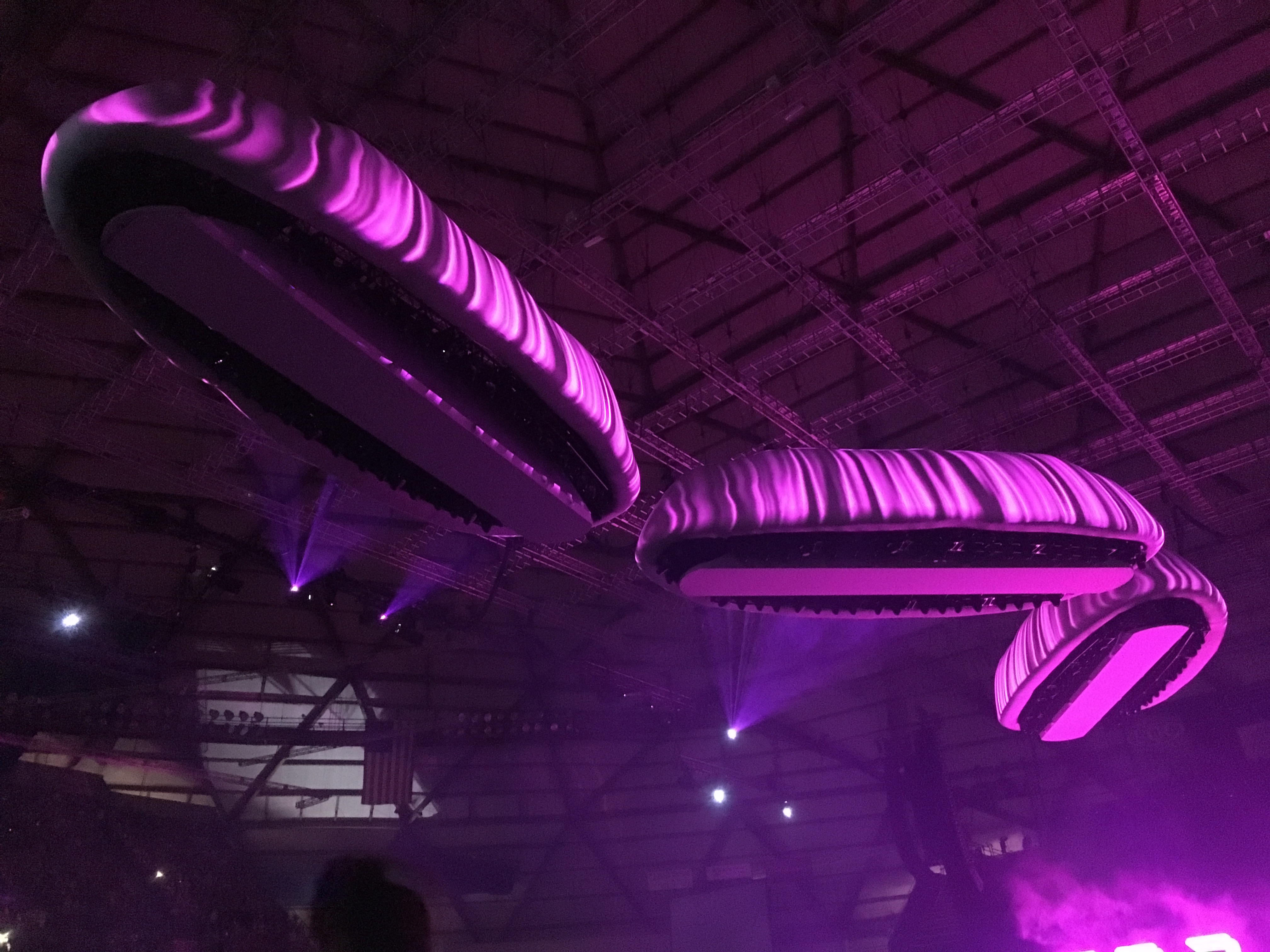
Les trois nacelles utilisées lors des concerts en arènes

Trois des plateformes en forme de vague font 5 mètres de large et sont côte à côte en arrière scène. Parallèlement à celles-ci, on retrouve deux plateformes de 15 mètres de large. Lorsqu’elles bougent à l’unisson, toutes les plateformes en vague composent une plateforme massive qui se transforme en cinq configurations différentes : plate, élevée, en croix, en diagonale, et en escalier. Les plateformes en arrière-scène bougent aussi de manière indépendante pour former quatre mouvements différents : plat, élevé, en escalier et en zigzag.
TAIT, l'entreprise créatrice, a également dessiné et créé trois nacelles d’éclairage gonflables accrochées à 20 mètres au-dessus du public et des écrans de vidéo projection. Lorsqu’ils ne sont pas utilisés en panneau d’affichage, chaque écran de projection descend 15 mètres plus bas et se convertit en une longue plateforme de 15 mètres permettant à Gaga et ses danseurs de passer de la scène principale aux scènes satellites et à la scène secondaire multi-dimensionnelle, éclairée par LED de l’autre côté de la salle.
En outre, TAIT a créé sur mesure le piano laser découpé en forme de cœur, assorti à l’esthétique des néons de la scène secondaire, en l’équipant de 44 lasers qui envoient des couleurs vibrantes à travers la salle à chaque fois que Gaga frappe une touche du piano. La structure du piano est faite d’une acrylique de 3 centimètres d’épaisseur, et la façade faite d’un mélange de miroir et de film dichroïque en polycarbonate qui amplifient son spectacle tape-à-l’œil,.

### Changements exceptionnels
- Lors de la deuxième date du 29 août 2017 à New York, Gaga et son équipe ont dû s'adapter à la météo de la journée et ont ainsi remplacé le piano laser par un piano classique noir. En effet, pour des raisons de sécurité face à la pluie, le changement était nécessaire.

## Synopsis

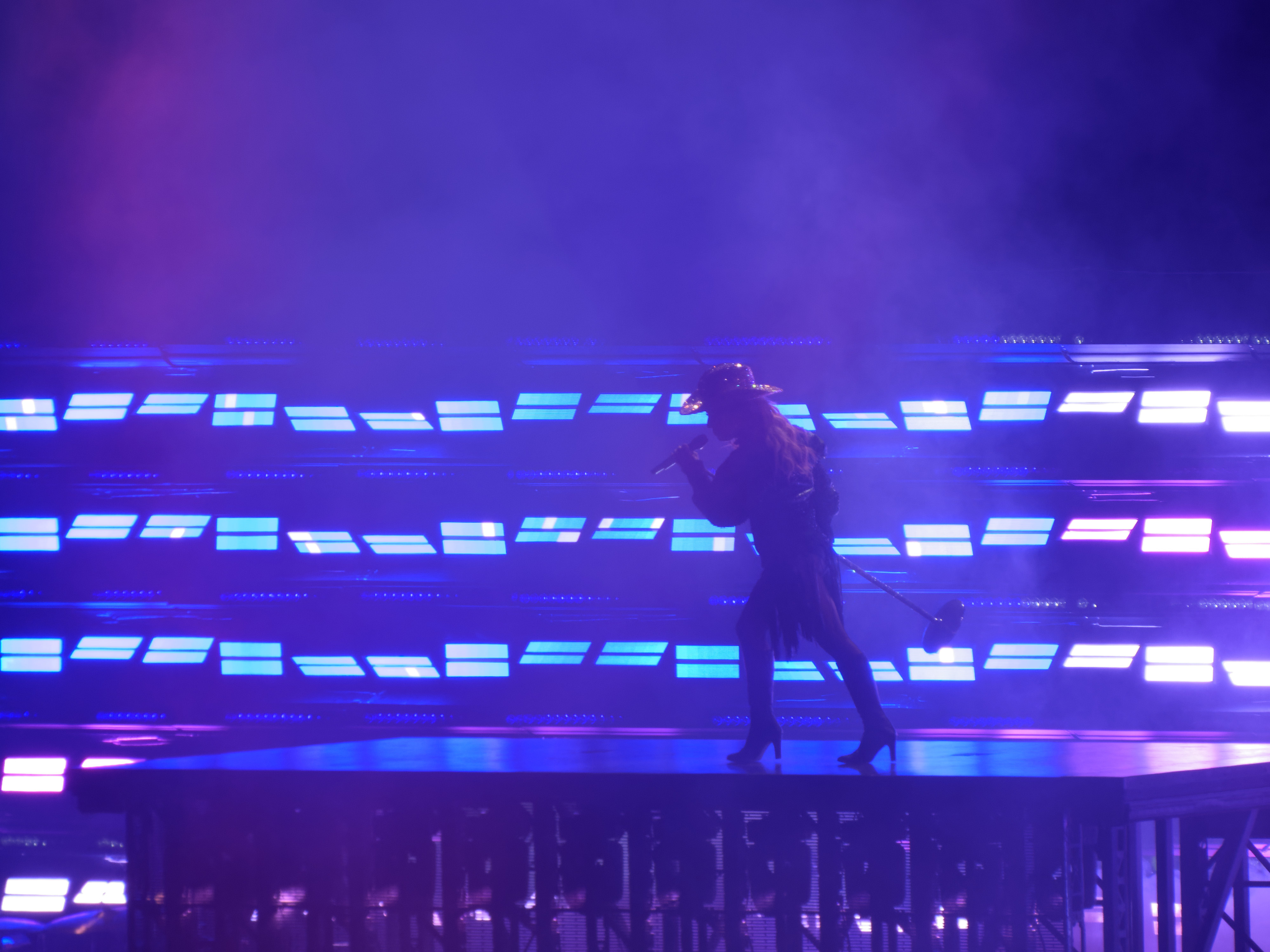
Lady Gaga ouvrant le spectacle avec la chanson Diamond Heart.

Le concert est divisé en 6 actes et un rappel. Le show joue tout le long sur la dualité entre le personnage de Gaga et celui de Joanne, notamment grâce aux interludes qui déroulent le fil conducteur du spectacle.
Acte I - Le show démarre par un compte à rebours de 10 minutes s'affichant sur l'écran principal. Alors que ce dernier se termine, Gaga apparaît derrière l'écran et déclare à son public de l'appeler Joanne avant de démarrer le show sur Diamond Heart, debout sur une plateforme surélevée, vêtue d'un chapeau de cow-boy rose et d'une tenue noire. Vient ensuite l'interprétation de A-YO, où Gaga est rejoint par des danseurs et ses guitaristes. Après que les trois plateformes d'arrière-scène soient redescendues, la chanteuse salue son public avant d'interpréter Poker Face et Perfect Illusion. Pour ces deux chansons, Gaga est accompagnée de ses danseurs et musiciens. 
Acte 2 - La deuxième partie du concert est annoncée par une interlude vidéo montrant Gaga dans une voiture. La chanteuse réapparaît sur scène, dans un nouveau costume noir, pour chanter John Wayne. La scène principale s'élève alors en plusieurs plateformes sur lesquelles Gaga et ses danseurs interprètent Scheiße. Enfin, après avoir retiré des parties de son costumes, Gaga chante une version raccourcie de Alejandro avant de quitter la scène. 

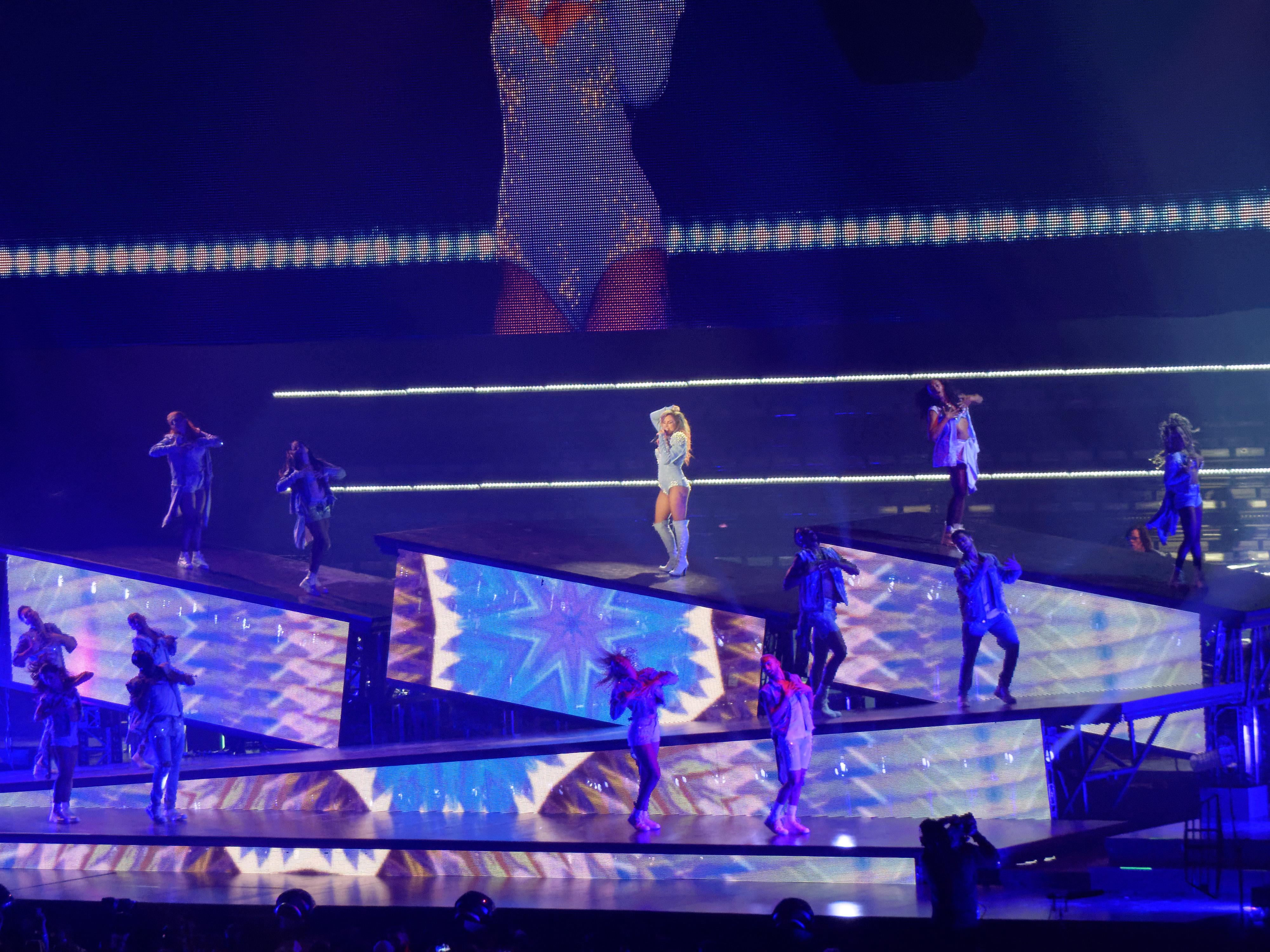
Gaga interprétant la chanson Telephone à Tacoma, lors du troisième acte.

Acte 3 - Une nouvelle interlude vidéo annonce le troisième acte du show. Gaga revient sur scène, vêtue d'une tenue bleue pale, interprétant son tube Just Dance. C'est ensuite au tour du titre LoveGame, puis Gaga enlève ses épaulettes pour interpréter Telephone, bénéficiant une interprétation très scénarisée due aux plateformes amovibles.
Acte 4 - Après une brève interlude vidéo et un nouveau changement de costume, Applause est interprétée, bénéficiant une légère intro d’un remix du tube, alors les nacelles venant du haut de la salle descendent, servant ainsi de ponts où Gaga et ses danseurs peuvent rejoindre les scènes satellites en formes de cercles disposées dans la fosse. L'interprétation se termine sur la B-Stage, une scène installée au fond de la salle au style multi-dimensionnel et éclairé par LED avec un piano au centre. La chanteuse y interprète les chansons Come to Mama et une version acoustique de The Edge of Glory, tout en communiquant avec son public. La chanteuse, vêtue jusqu'alors d'une tenue noire de velours, enfile une ample jupe blanche afin de chanter Born This Way tout en regagnant la scène principale, clôturant ainsi la quatrième section du concert.

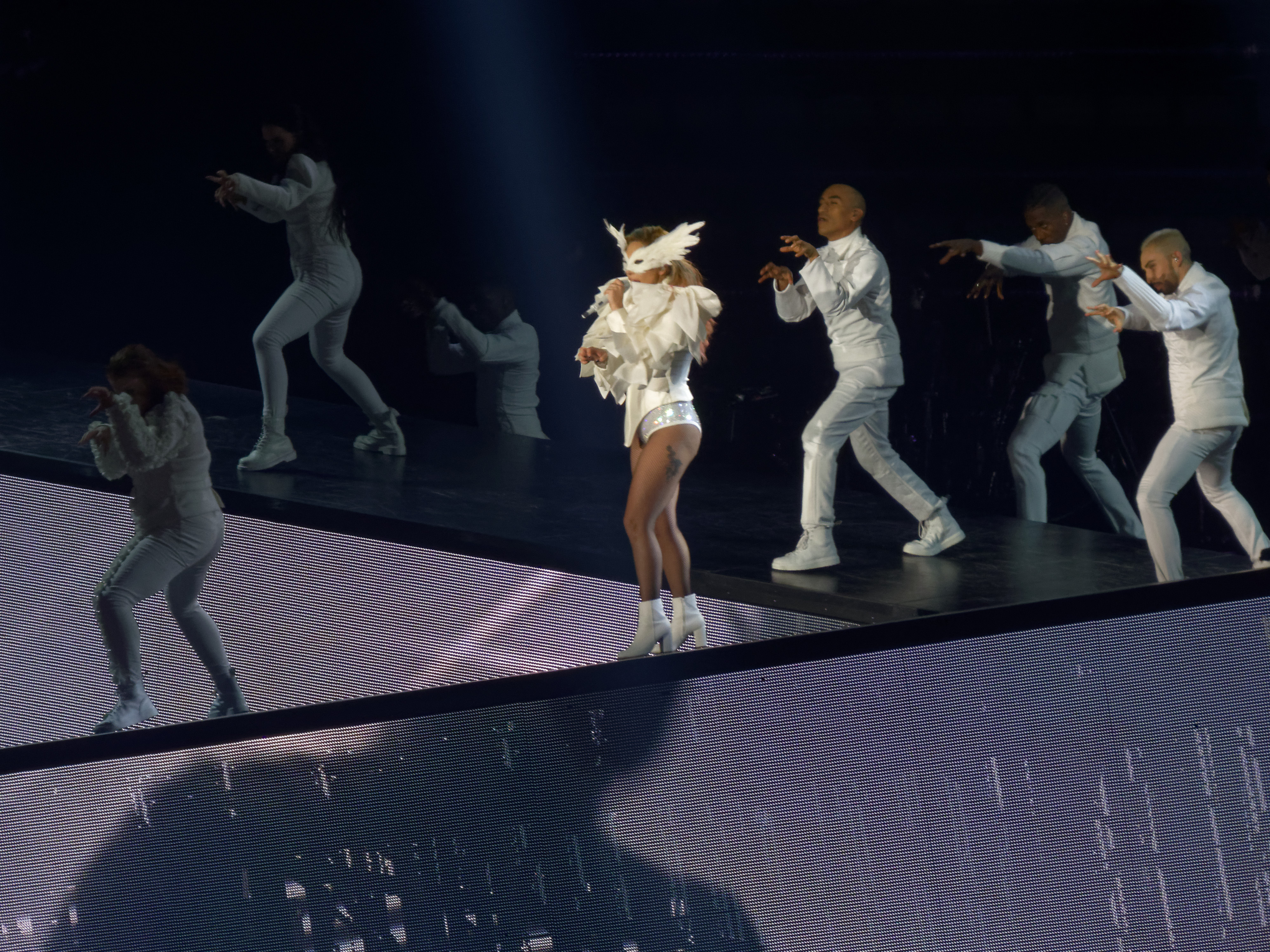
Gaga interprétant la chanson Bad Romance lors du sixième acte.

Acte 5 - Une nouvelle vidéo montrant une Lady Gaga terrifiée et claustrophobe précède l'ouverture du cinquième acte. Gaga revient sur scène avec Bloody Mary, dans une tenue ample et rouge, vêtue d’une très grande doudoune rouge, en guise de robe, exécutant avec ses danseurs une danse glaciale. La chanteuse rejoint ensuite les scènes satellites pour y interpréter une danse très sexy sur « Dancin’ in Circles » puis Paparazzi où Gaga se bat avec ses danseurs. Une outro prolongée de ce dernier morceau laisse le temps à la chanteuse et une danseuse de monter dans le rangement de la nacelle où elles sont couchées, afin d'enfiler un long manteau et un chapeau, où les noms de chacune de ses chansons sont inscrits, avant d'interpréter Angel Down sur les nacelles amovibles, au-dessus du public. La chanteuse prend ensuite le temps de parler avec son public, partageant alors un discours très personnel et touchant, avant de laisser place avec émotion au morceau Joanne, dédicacé à son père, sa famille et sa tante disparue. 
Acte 6 - Le sixième acte du concert est de nouveau introduit par une interlude vidéo. Gaga réapparaît, dans une tenue blanche, à larges épaulettes et masque, interprétant Bad Romance tout en effectuant la chorégraphie officielle sur les plateformes élevées de la scène principale. Après le morceau terminé, elle prend le temps de lire la lettre d’un fan, en descendant dans le public pour lui donner une accolade. C'est ensuite le tour de The Cure, tandis que des feux d'artifice entourent la scène principale.
Encore - Lady Gaga revient une dernière fois sur scène avant de quitter son public, vêtue d'un long gilet blanc, qu’elle quitte en arrivant sur la B-Stage en terminant le show avec une combinaison blanche, moulante et brillante ainsi que son célèbre chapeau rose. Durant cette dernière partie, la chanteuse remercie longuement son public. Elle chante au piano une version acoustique puis studio de Million Reasons, entourées par des centaines de LED, clôturant ainsi le show. À la fin de l'interprétation, la chanteuse retire son chapeau, le place sur la chaise du piano, monte sur le piano et alors qu'elle chante la dernière note, la lumière s'éteint et n'éclaire alors plus que le chapeau de Gaga.

## Liste des pistes

### Changements exceptionnels
- Lors des concerts en stades, la liste des pistes et la mise en scène sont modifiées. Ainsi les chansons Bloody Mary, Dancin' in Circles et Paparazzi ne sont pas jouées lors de ces dates.
- Lors de la date à Omaha, le morceau Yoü and I a été joué à la place de The Edge of Glory, dans une version raccourcie.
- Lors de la date à Houston, le titre Grigio Girls a été interprété, en hommage à la défunte amie de la chanteuse, Sonja, originaire de la ville.
- Lors du concert à Milan, Lady Gaga a porté une tenue faite sur mesure par la maison Versace en raison de la présence de Donatella Versace. Elle a donc ajouté une version accapella de son titre Donatella.

## Dates de la tournée
| Date                       | Ville           | Pays            | Lieu                     | Première partie | Affluence         | Revenu      |
| -------------------------- | --------------- | --------------- | ------------------------ | --------------- | ----------------- | ----------- |
| Étape 1 - Amérique du Nord |                 |                 |                          |                 |                   |             |
| 1er août 2017              | Vancouver       | Canada          | Rogers Arena             | NC              | 15,665/15,665     | $1,436,965  |
| 3 août 2017                | Edmonton        | Canada          | Rogers Place             | NC              | 15,002/15,002     | $1,478,910  |
| 5 août 2017                | Tacoma          | États-Unis      | Tacoma Dome              | NC              | 19,296/19,296     | $2,158,960  |
| 8 août 2017                | Inglewood       | États-Unis      | The Forum                | NC              | 28,567/28,567     | $3,633,410  |
| 9 août 2017                | Inglewood       | États-Unis      | The Forum                | NC              | 28,567/28,567     | $3,633,410  |
| 11 août 2017               | Las Vegas       | États-Unis      | T-Mobile Arena           | NC              | 15,893/15,893     | $2,139,858  |
| 13 août 2017[K]            | San Francisco   | États-Unis      | AT&T Park                | DJ White Shadow | 39,252/39,252     | $4,574,971  |
| 15 août 2017               | Sacramento      | États-Unis      | Golden 1 Center          | NC              | 15,546/15,546     | $1.663.262  |
| 19 août 2017[M]            | Omaha           | États-Unis      | CenturyLink Center Omaha | NC              | 15,886/15,886     | $1,693,038  |
| 21 août 2017               | Saint Paul      | États-Unis      | Xcel Energy Center       | NC              | 16,612/16,612     | $1,813,406  |
| 23 août 2017               | Cleveland       | États-Unis      | Quicken Loans Arena      | NC              | 15,552/15,552     | $1,622,428  |
| 25 août 2017[K]            | Chicago         | États-Unis      | Wrigley Field            | DJ White Shadow | 41,847/41,847     | $5,213,820  |
| 28 août 2017[K]            | New York        | États-Unis      | Citi Field               | DJ White Shadow | 69,978/69,978     | $9,520,390  |
| 29 août 2017[K][L]         | New York        | États-Unis      | Citi Field               | DJ White Shadow | 69,978/69,978     | $9,520,390  |
| 1er septembre 2017[K]      | Boston          | États-Unis      | Fenway Park              | DJ White Shadow | 67,660/67,660     | $8,111,672  |
| 2 septembre 2017[K]        | Boston          | États-Unis      | Fenway Park              | DJ White Shadow | 67,660/67,660     | $8,111,672  |
| 6 septembre 2017           | Toronto         | Canada          | Air Canada Centre        | NC              | 31,526/31,526     | $3,328,841  |
| 7 septembre 2017           | Toronto         | Canada          | Air Canada Centre        | NC              | 31,526/31,526     | $3,328,841  |
| 10 septembre 2017          | Philadelphie    | États-Unis      | Wells Fargo Center       | NC              | 32,296/32,296     | $3,629,942  |
| 11 septembre 2017          | Philadelphie    | États-Unis      | Wells Fargo Center       | NC              | 32,296/32,296     | $3,629,942  |
| 3 novembre 2017[R]         | Montréal        | Canada          | Centre Bell              | NC              | 17,946/17,946     | $1,525,732  |
| 5 novembre 2017            | Indianapolis    | États-Unis      | Bankers Life Fieldhouse  | NC              | 15,375/15,375     | $1,606,010  |
| 7 novembre 2017            | Détroit         | États-Unis      | Little Caesars Arena     | NC              | 15,550/15,550     | $1,712,378  |
| 9 novembre 2017[N]         | Uncasville      | États-Unis      | Mohegan Sun Arena        | NC              | 15,394/15,394     | $1,748,100  |
| 11 novembre 2017[N]        | Uncasville      | États-Unis      | Mohegan Sun Arena        | NC              | 15,394/15,394     | $1,748,100  |
| 13 novembre 2017           | Louisville      | États-Unis      | KFC Yum! Center          | NC              | 17,997/17,997     | $1,959,814  |
| 15 novembre 2017           | Kansas City     | États-Unis      | Sprint Center            | NC              | 15,117/15,177     | $1,612,710  |
| 16 novembre 2017           | Saint-Louis     | États-Unis      | Scottrade Center         | NC              | 16,343/16,343     | $1,577,704  |
| 19 novembre 2017[O]        | Washington      | États-Unis      | Verizon Center           | NC              | 15,288/15,288     | $1,901,754  |
| 20 novembre 2017           | Pittsburgh      | États-Unis      | PPG Paints Arena         | NC              | 15,228/15,228     | $1,641,888  |
| 28 novembre 2017           | Atlanta         | États-Unis      | Philips Arena            | NC              | 12,155/12,155     | $1,615,820  |
| 30 novembre 2017           | Miami           | États-Unis      | American Airlines Arena  | NC              | 14,738/14,738     | $1,776,734  |
| 1er décembre 2017          | Tampa           | États-Unis      | Amalie Arena             | NC              | 15,170/15,170     | $1,627,766  |
| 3 décembre 2017[C]         | Houston         | États-Unis      | Toyota Center            | NC              | 13,100/13,100     | $1,712,302  |
| 5 décembre 2017[N]         | Austin          | États-Unis      | Frank Erwin Center       | NC              | 12,981/12,981     | $1,437,660  |
| 8 décembre 2017            | Dallas          | États-Unis      | American Airlines Center | NC              | 15,047/15,047     | $1,771,939  |
| 9 décembre 2017            | Oklahoma City   | États-Unis      | Chesapeake Energy Arena  | NC              | 14,072/14,072     | $1,512,444  |
| 12 décembre 2017           | Denver          | États-Unis      | Pepsi Center             | NC              | 15,852/15,852     | $1,620,472  |
| 14 décembre 2017           | Salt Lake City  | États-Unis      | Vivint Smart Home Arena  | NC              | 12,688/12,688     | $1,425,214  |
| 16 décembre 2017           | Las Vegas       | États-Unis      | T-Mobile Arena           | NC              | 14,478/14,478     | $2,163,880  |
| 18 décembre 2017           | Inglewood       | États-Unis      | The Forum                | NC              | 13,282/13,282     | $1,707,064  |
| TOTAL                      | TOTAL           | TOTAL           | TOTAL                    | TOTAL           | 738,302 / 738,302 | $85,705,456 |
| Étape 2 - Europe           |                 |                 |                          |                 |                   |             |
| 14 janvier 2018            | Barcelone       | Espagne         | Palau Sant Jordi         | NC              | 28,918/28,918     | $2,113,298  |
| 16 janvier 2018            | Barcelone       | Espagne         | Palau Sant Jordi         | NC              | 28,918/28,918     | $2,113,298  |
| 18 janvier 2018[N][G]      | Milan           | Italie          | Mediolanum Forum         | NC              | 11,170/11,170     | $1,109,390  |
| 20 janvier 2018[G]         | Amsterdam       | Pays-Bas        | Ziggo Dome               | NC              | 15,397/15,397     | $1,465,089  |
| 22 janvier 2018            | Anvers          | Belgique        | Sportpaleis              | NC              | 23,001/23,001     | $1,935,452  |
| 24 janvier 2018[O]         | Hambourg        | Allemagne       | Barclaycard Arena        | NC              | 10,587/10,587     | $1,055,159  |
| 31 janvier 2018[L][O]      | Birmingham      | Royaume-Uni     | Arena Birmingham         | NC              | 21,978/21,978     | $1,935,834  |
| 1er février 2018[L][O]     | Birmingham      | Royaume-Uni     | Genting Arena            | NC              | 21,978/21,978     | $1,935,834  |
| TOTAL                      | TOTAL           | TOTAL           | TOTAL                    | TOTAL           | 111,051 / 111,051 | $9,614,230  |
| CUMULATIF TOTAL            | CUMULATIF TOTAL | CUMULATIF TOTAL | CUMULATIF TOTAL          | CUMULATIF TOTAL | 849,353 / 849,353 | $95,319,686 |

### Particularités, annulations et déplacements de certains concerts
C Pour le show à Houston le 3 décembre 2017, Gaga a ajouté à la setlist le morceau Grigio Girls pour rendre hommage à sa meilleure amie originaire de Houston :  Sonja Durham, décédée d’un cancer en mai 2017.
K Tous les shows cités, sont des shows à stades. Supprimant de la setlist, l’Act 5 contenant les titres Bloody Mary, Dancin’ In Circles et Paparazzi.
L Pour le second show à New York le 29 août 2017, et les deux shows de Birmingham le 31 janvier 2017 et le 1er février 2017, les étages de la scène principale ne fonctionnant plus, les danseurs et la chanteuse ont été obligés de quitter la scène pour un moment, jusqu’à faire sans pour le show de New York.
M Pour le show de Omaha (Nebraska) le 19 août 2017, le morceau The Edge Of Glory a été remplacé de la setlist par Yoü and I, pour rendre hommage au fans venant du Nebraska, là où le clip du single a été filmé en 2011.
N Les deux shows à Uncasville le 9 et 11 novembre 2017, celui de Austin le 5 décembre 2017 et celui de Milan le 18 janvier 2018 ont comporté seulement une plateforme dans la foule, la salle étant trop petite pour mettre la deuxième.
O Le show de Washington D.C., le 19 novembre, a été enregistré en live pour la performance de The Cure aux American Music Awards 2017 et pour la remise de son award pour « Best Pop/Rock Female artist », puis ceux de Hambourg et Birmingham ont aussi été enregistrés, filmés professionnellement pour l’éventuelle sortie d’un dvd pour la tournée, qui sera malheureusement annulé à la fin de l’année.
G  Pendant le show de Milan la chanteuse a chanté une version accapella du morceau Donatella issu de son quatrième album studio Artpop pour rendre hommage à son amie designer Donatella Versace présente au show et originaire de la ville. Pour le show de Amsterdam elle fait de même avec les titres So Happy I Could Die, puis Mary Jane Holland pour rendre hommage à ses fans amstellodamois, les deux chansons ayant un lien avec la ville.
R Le show de Montréal initialement prévue pour le 4 septembre 2017, a été reporté au 3 novembre 2017. La chanteuse ayant attrapée un lourd coup de froid, en raison de son show à New York qui s’est présenté sous la pluie quelques jours avant.
S La chanteuse hospitalisée, le show à Rio de Janeiro au Brésil pour le festival Rock in Rio initialement prévu pour le 15 septembre 2017 (la seule et unique date en Amérique du Sud) a été annulé quelques heures avant. Lady Gaga s’est donc faite remplacer par le groupe Maroon 5.
X Toutes les dates européennes citées ont été annulées le 3 février 2018, par une annonce de la chanteuse sur les réseaux sociaux. En raison de douleurs physiques persistantes issue de sa maladie appelée fibromyalgie et ne lui donnant plus l’habilité d'interpréter des chansons pour ce show.

## Liste des références
1. ↑  « Le Figaro - La performance de Lady Gaga au Super Bowl acclamée », Le Figaro,‎ 8 février 2017 (ISSN 0182-5852, lire en ligne, consulté le 10 février 2017)
2. ↑  « Virgin Radio - Le Joanne World Tour passera par Paris ! », virginradio.fr,‎ 6 février 2017 (lire en ligne, consulté le 10 février 2017)
3. ↑  (en) « LadyGaga.com - Les dates du Joanne World Tour », LADY GAGA,‎ février 2017 (lire en ligne, consulté le 10 février 2017)
4. ↑  (en-GB) « Lady Gaga postpones Europe tour over 'severe physical pain' », The Independent,‎ 18 septembre 2017 (lire en ligne, consulté le 20 septembre 2017)
5. ↑  « – Lady Gaga France News – Gagavision.net // Votre source francophone sur Lady Gaga » Joanne World Tour – Scène », sur gagavision.net (consulté le 17 août 2017)
6. ↑  (en-US) « Lady Gaga Slays Joanne World Tour with a TAIT Set & Stage Design », TAIT,‎ 2017 (lire en ligne, consulté le 17 août 2017)